# Catió
Catió egy város délkelet Bissau-Guineában. Ez egyben a Tombali Régió székhelye. Lakossága 2008-ban 9 217 fő.
Catió Canjadudedal és más táborokkal együtt Portugália ostromolta ezeket 1973-ban.

## Nevezetes emberek
Abdulai Silá (1958-), gépész és író.

## Fordítás
- Ez a szócikk részben vagy egészben  a   Catió című angol Wikipédia-szócikk fordításán alapul.  Az eredeti cikk szerkesztőit annak laptörténete sorolja fel. Ez a jelzés csupán a megfogalmazás eredetét és a szerzői jogokat jelzi, nem szolgál a cikkben szereplő információk forrásmegjelöléseként.

1. ↑  Guinea Bissau Census Data, 2009. népszámlálás